# 섀넌 (단위)
섀년(Shannon ,기호 : Sh)은 일반적으로 비트(bit)로 알려져 있으며, ISO/IEC 80000-13에 정의 된 정보 엔트로피의 단위이다. 하나의 섀넌은 확률이 {\displaystyle {{1} \over {2}}}일 때 발생하는 이벤트의 정보 내용이다. 그것은 또한 두 가지 가능한 상황을 가진 시스템의 엔트로피이다. 메시지가 일련의 비트 들로 이루어지고 모든 가능한 비트 문자열들이 똑같이 발생한다면, 섀넌들로 표현된 메시지의 정보 내용은 시퀀스 내의 비트들의 수와 동일하다. 이러한  이유로 섀논은 일반적으로 비트로도 알려져 있다.
"섀넌"용어는 표현된 정보의 양과 정보를 표현하는 데 사용될 수있는 데이터의 양을 명시적으로 구분한다.
저장 데이터 또는 채널 신호 표현의 단위로서 비트는 일반적인 컴퓨터 바이트의  {\displaystyle {{1} \over {8}}}에 해당하는 두 가지 상태가 가능한 기호이다.
비트는 다음에 따라 다른 정보 단위로 변환 될 수 있다.
1 bit = 1 Sh ≈ 0.693 nat ≈ 0.301 Hart
섀년(Shannon)은 정보 이론의 창시자인 클로드 섀넌(Claude Shannon)의 이름을 따서 명명되었다.

## 같이 보기
- 하틀리